# Bloednacht in Leuven

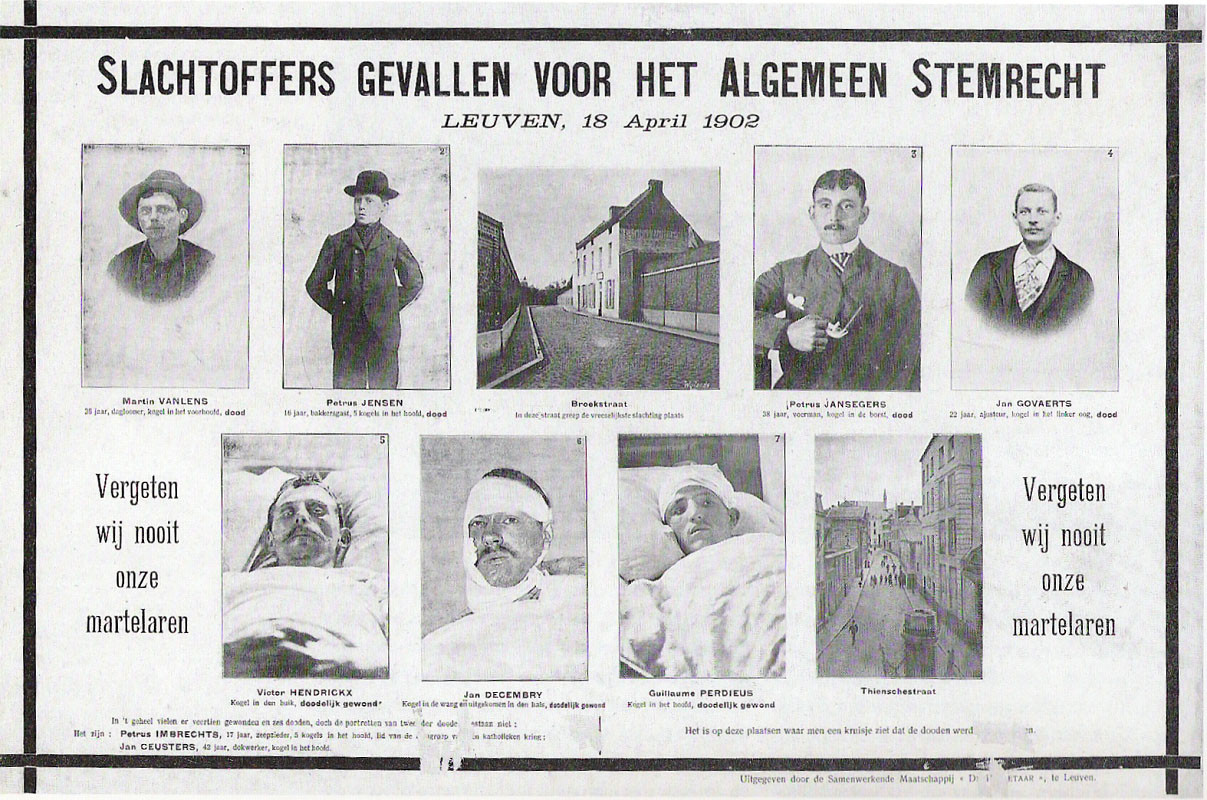
Slachtoffers van de betoging in Leuven voor stemrecht (1902).

De Bloednacht in Leuven was een bloedige confrontatie tussen stakers en de burgerwacht op 18 april 1902 in de Belgische stad Leuven. Tijdens een betoging voor algemeen enkelvoudig stemrecht vielen zes doden en veertien gewonden.

## Chronologie
Op 14 april 1902 kondigde de Belgische Werkliedenpartij een algemene staking af om te betogen voor algemeen enkelvoudig stemrecht, waaronder in Leuven. Burgemeester Vital Decoster verbood de betoging niet, maar liet de kolonel-commandant van de Leuvense burgerwacht wel alle troepen opvorderen.
Op 18 april werd het voorstel tot grondwetsherziening ten voordele van het algemeen enkelvoudig stemrecht in de Kamer van volksvertegenwoordigers verworpen. Die avond kondigde burgemeester Decoster een samenscholingsverbod af, maar er was al een betoging begonnen van teleurgestelde woedende arbeiders.
In de Parijsstraat splitste de manifestatie zich in twee groepen. Een aantal trok door de straten van Leuven en lieten een spoor van vernielingen achter. Met uitgebroken straatstenen smeten ze ramen in van onder meer het Justus Lipsiuscollege en Maricolenklooster. Aan de Dijlebrug werden ze beschoten door de burgerwacht. Voerman Petrus Jansegers (38), ajusteur Jan Govaerts (22), zeepzieder Petrus Imbrechts (17) en dagloner Martin Vanlens (39) kwamen allemaal om door een kogel in het hoofd.
De andere groep ging naar het Pater Damiaanplein waar de socialist Prosper Van Langendonck een toespraak hield. Daarna trokken de manifestanten via de Tiensestraat richting het lokaal van de katholieke partij en de woonst van de burgemeester. Zij werden er opgewacht door een tweede burgerwachtkorps dat ook een salvo afvuurde. Bakkersgast Petrus Jens (16) stierf ter plaatse en dokwerker Jan Keusters (42) stierf een dag later aan zijn verwondingen van een kogel in de buik.

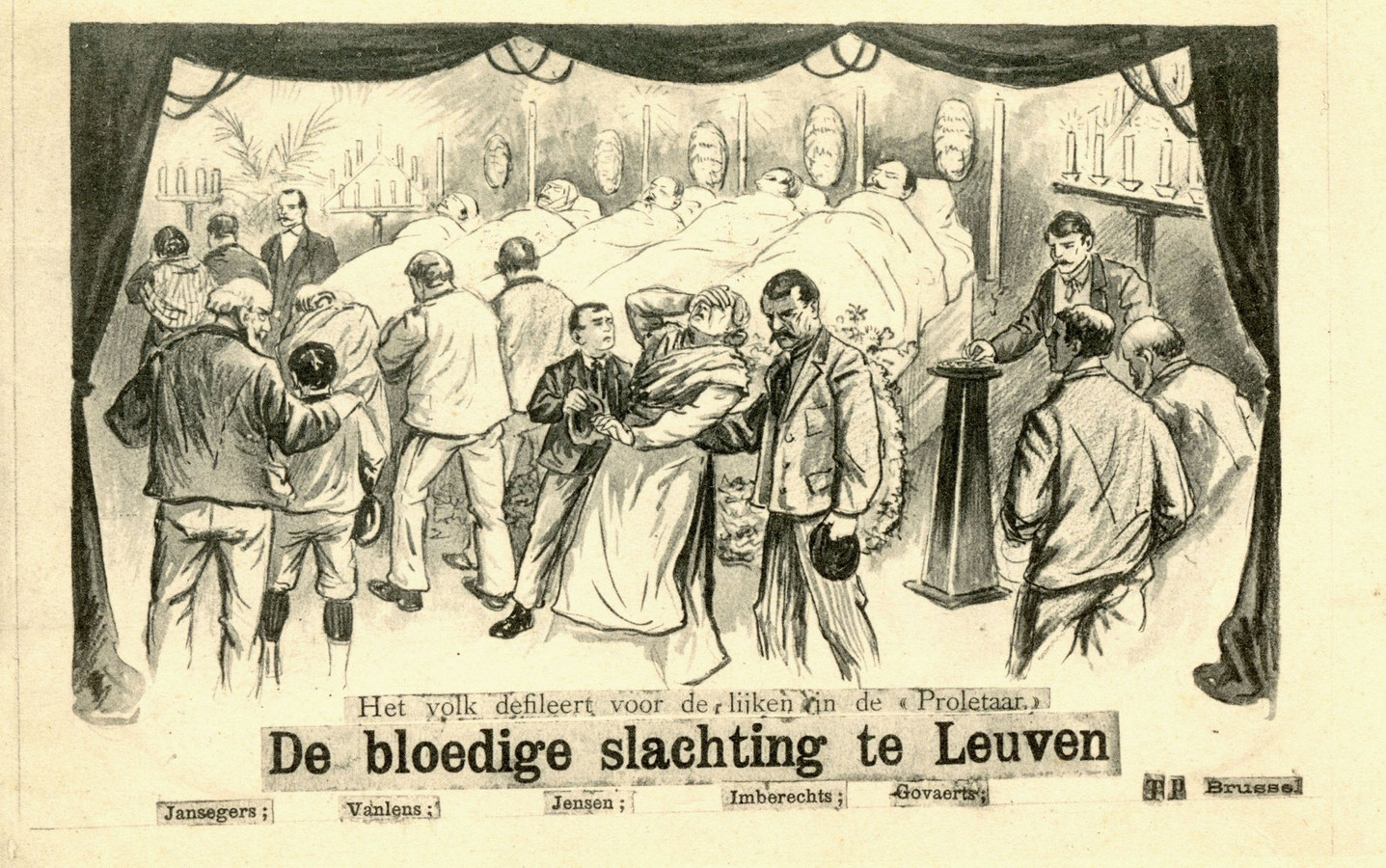
Begrafenis van de zes doden van de betoging in Leuven (1902).

Burgemeester Decoster had niet het bevel tot schieten gegeven en de betoging in eerste instantie toegelaten, maar toch prees hij het optreden van de burgerwacht. De dagen nadien moesten de woning van kolonel De Neef, luitenant Coen en luitenant Frère bewaakt worden uit angst voor represailles tegen de burgerwacht.
Op 20 april werden de zes doden begraven met 5000 aanwezigen die de rouwstoet volgden. In 1904 werd op de Stadsbegraafplaats een herdenkingsmonument van de hand van de Brusselse beeldhouwer Jules Herbays onthuld ter ere van de slachtoffers van de Bloednacht in Leuven. In de Janseniusstraat en Muntstraat hangen ook herdenkingsplaquettes met de tekst "Aan hen die vielen voor het algemeen stemrecht op 18 april 1902".
In 1918 werd het algemeen enkelvoudig stemrecht voor mannen opgenomen in de Belgische Grondwet en voor het eerst toegepast op 16 november 1919. Dertig jaar later kregen ook vrouwen stemrecht in België.

## Slachtoffers
- Martin Vanlens (39), dagloner
- Petrus Jensen (16), bakkersgast
- Petrus Jansegers (38), voerman
- Petrus Imbrechts (17), zeepzieder
- Jan Govaerts (22), ajusteur
- Jan Keusters (42), dokwerker